# NGC 3803
NGC 3803 је елиптична галаксија у сазвежђу Лав која се налази на NGC листи објеката дубоког неба.
Деклинација објекта је + 17° 48' 6" а ректасцензија 11h 40m 17,3s. Привидна величина (магнитуда) објекта NGC 3803 износи 15,5 а фотографска магнитуда 16,5.